# Donna Conlon
Donna Conlon (Atlanta, Estados Unidos, 1966) es una artista que vive y trabaja en Panamá desde 1994. 

## Formación
Se graduó de maestría en Biología de la Universidad de Kansas  y Maestría en Artes Plásticas del Instituto de Artes Plásticas de Maryland, en Baltimore.  Expone por primera vez en el Departamento de Expresiones Artísticas (DEXA) de la Universidad de Panamá en 1997.

## Obras destacadas
- Coexistencia: forma parte de la colección permanente del Museo Metropolitano de Arte de Nueva York (MET).[2] Esta obra se estrena en el Museo de Arte y Diseño Contemporáneo (MADC) de Costa Rica para competir en el Primer Concurso Centroamericano de Artistas Emergentes en 2003.

## Obras en colaboración
Donna Conlon ha realizado trabajos en colaboración con Jonathan Harker desde 2006.  Su obra conjunta se ha centrado en el videoarte y se caracteriza por ofrecer una mirada jocosa a serios temas sociopolíticos.
- Drinking song (2011). Video digital a color con sonido. 1 min, 58 s.[3]
- Domino effect (2013). Video digital, a color con sonido. Alta definición. 5 min, 13 s.[4]